# Uysanus mira
Uysanus mira är en insektsart som först beskrevs av Stsl 1855.  Uysanus mira ingår i släktet Uysanus och familjen Flatidae. Inga underarter finns listade i Catalogue of Life.